# Sitticus dzieduszyckii
Sitticus dzieduszyckii là một loài nhện trong họ Salticidae.
Loài này thuộc chi Sitticus. Sitticus dzieduszyckii được Ludwig Carl Christian Koch miêu tả năm 1870.